# 塞爾瑪 (格勞賓登州)

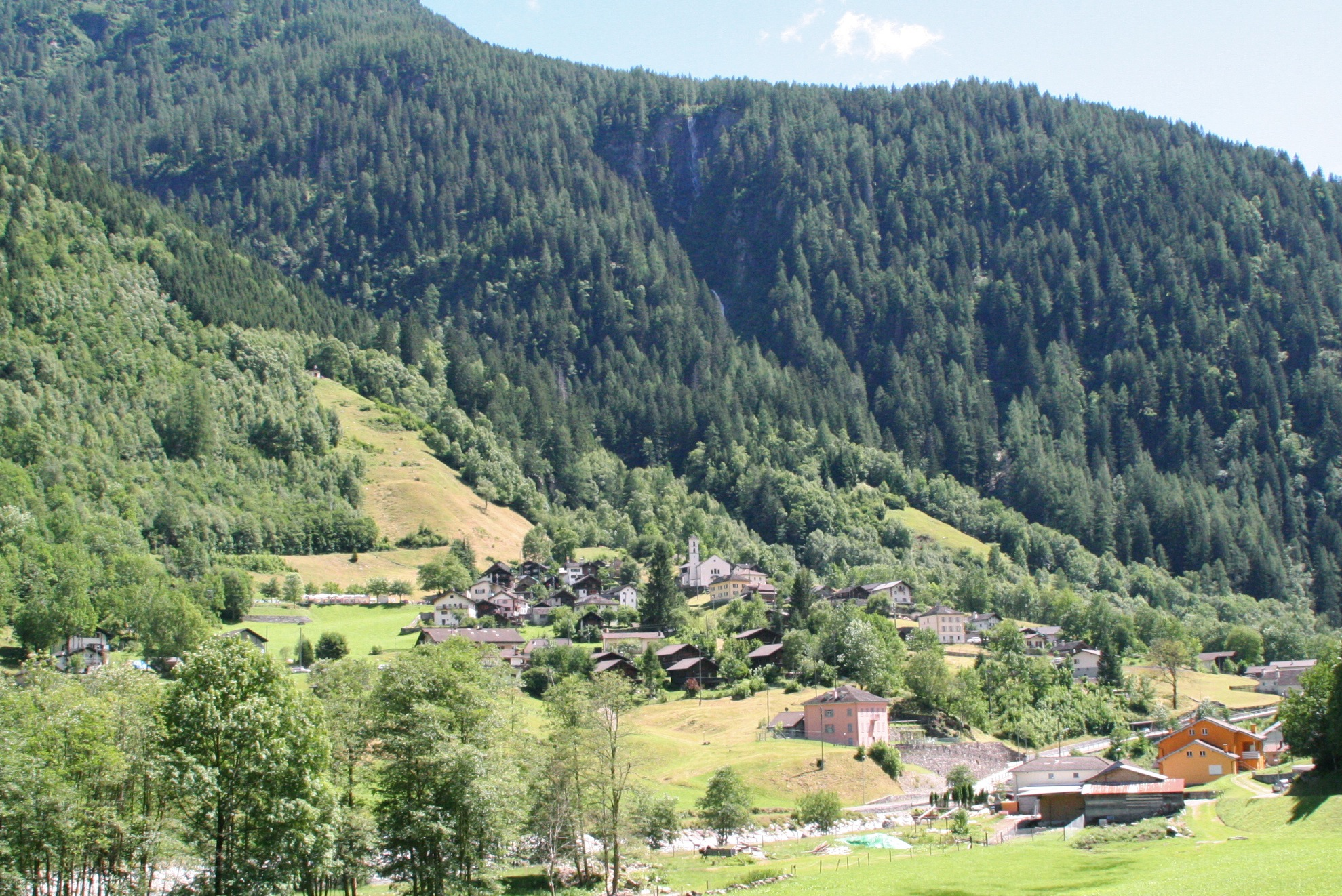
瑞士塞尔玛镇

塞爾瑪是瑞士的城鎮，位於該國東部，由格勞賓登州負責管轄，面積2.91平方公里，近七成土地是森林，海拔高度977米，2011年人口33，人口密度每平方公里11人。

## 外部連結
- Official website （意大利文）